# Sconosciuti superstar
| Recensione | Giudizio |
| ---------- | -------- |
| Ondarock   | 6/10     |
| Rockit     | Positivo |

Sconosciuti superstar, è il terzo album in studio di Angelica pubblicato l'8 marzo 2024. L'album viene pubblicato lo stesso giorno in cui, cinque anni fa, è stato pubblicato il primo disco Quando finisce la festa. Il disco è stato prodotto da Golden Years e Calcutta.

## Descrizione
La maggior parte dei brani dell'album sono stati registrati nello studio casalingo dell'artista a Bologna. Angelica ha dichiarato di come tale album sia per lei liberatorio e che l'album spazi tra differenti generi, quali la musica disco e ballate.

## Tracce
1. Sconosciuti superstar – 2:54
2. Acqua ossigenata – 2:35
3. La mia metà – 2:30
4. Contromento – 2:49
5. SOS – 2:28
6. Grazie a te – 1:28
7. Non rispondo – 2:38
8. Milano Mediterranee – 2:59
9. Me lo tengo per me – 2:28
10. Bye Bye – 3:31
11. Surfare – 3:26